# Comparettia serrilabia
Comparettia serrilabia är en orkidéart som först beskrevs av Charles Schweinfurth, och fick sitt nu gällande namn av Mark W. Chase och Norris Hagan Williams. Comparettia serrilabia ingår i släktet Comparettia, och familjen orkidéer. Inga underarter finns listade i Catalogue of Life.